# VR快打5
《VR快打5》是SEGA《VR快打》系列遊戲的最新作品。2006年7月12日《VR快打5》在日本的大型電玩登場，2007年2月《VR快打5》在PlayStation 3上發售，隨後同年也在Xbox 360上發售此作。

## 新增要素（與過去系列作品比較）

### 角色
《VR快打5》有兩個新角色，第一個角色愛琳是一個年輕女孩，她使用猴拳，加入比賽是為了追尋她的偶像－陳佩（之所以會崇拜陳佩，是因為曾看過她展示武術）。第二個角色艾爾·布雷茲是一個自由式摔角手，參加比賽的目的是為了擊敗沃爾夫。

## 家用機原創要素（與大型電玩版比較）

### PlayStation 3版
- 訓練模式[7]（日文為DOJO モード）：可進行操縱角色招式的輸入練習等。
- 任務模式[7]（日文為QUEST モード）：可挑戰眾多虛擬角色，並進行道具搶奪與提昇段位等事項。
- VF.TV模式[7]（日文為VF.TV モード）：收錄了大型電玩版的對戰影片，讓遊玩者了解其他人的對戰方式。

## 故事
受歡迎的第5屆世界格鬥大賽發送邀請函給世界上17位頂尖的格鬥家，讓他們開始最後的準備階段，他們必須在此時優先了解自己的缺失與強化自己在每一方面的心智、肉體、靈魂，以不讓任何錯誤在這屆大賽中發生，但他們不知道的是，這屆比賽的資助組織－J6，有著別有用心的邪惡目的，那就是組織的最高機密－已在進行中的Dural程式。
J6為了控制世界，組織裡的科學家創造了一個擁有人類特徵的終極戰鬥武器，但第一個模型在第4屆世界格鬥大賽中被擊敗，這迫使他們去綁架凡妮莎，但在他們奪得凡妮莎的戰鬥資料，並將之轉移至V-Dural（新的Dural模型）前，她已在內部人士的幫助下脫逃了。稍後，V-Dural開發完成，J6決定舉辦第5屆世界格鬥大賽，將V-Dural投入大賽中，此外，還要趁這場大賽找出這名放走凡妮莎的背叛組織者。
而第5屆世界格鬥大賽也就此揭開了序幕。

## 登場角色
- 結城晶（Akira Yuki）
- 陳佩（Pai Chan）
- 陳洛（Lau Chan）
- 梅小路 葵（Aoi Umenokouji）
- 布萊德·邦斯（Brad Burns）
- 日守 剛（Goh Hinogami）
- 莎菈·布萊恩（Sarah Bryant）
- 傑克·布萊恩（Jacky Bryant）
- 傑佛瑞（Jeffry McWild）
- 影丸（Kage-Maru）
- 雷飛（Lei-Fei）
- 里昂（Lion Rafale）
- 舜帝（Shun Di）
- 凡妮莎·李維絲（Vanessa Lewis）
- 沃爾夫·霍克菲爾德（Wolf Hawkfield）
- 愛琳（Eileen（英语：Eileen (Virtua Fighter)））
- 艾爾·布雷茲（El Blaze）
- 尚紅條（VF5R追加的新角）
- 鷹嵐（VF5R追加自三代後的回歸舊角）
- 杜拉爾（Dural（英语：Dural (Virtua Fighter)））

## 反响
| 汇总媒体   | 得分                                                                                           |
| ---------- | ---------------------------------------------------------------------------------------------- |
| Metacritic | PS3: 85/100 X360: 89/100 Final Showdown PS3: 82/100 X360: 81/100 Ultimate Showdown PS4: 78/100 |

| 媒体             | 得分                   |
| ---------------- | ---------------------- |
| 1UP.com          | PS3: 9.5/10 X360: A+   |
| 电脑与电子游戏   | PS3: 9.1/10            |
| 电子游戏月刊     | PS3: 9.7/10            |
| Eurogamer        | 9/10                   |
| Game Informer    | PS3: 8/10 X360: 9/10   |
| GameSpot         | PS3: 8.1/10            |
| GameSpy          | PS3:                   |
| GameTrailers     | 88/100                 |
| IGN              | PS3: 8.8/10 X360: 9/10 |
| 官方Xbox杂志英国 | 9/10                   |
| Fami通           | PS3: 35/40             |

### 銷量
日本PlayStation 3版的《VR快打5》首日銷售量有32000套，而截至2007年2月18日止，推估已有65835套賣出。

## 影响
在2016年由世嘉发售的动作冒险游戏《如龙6 生命诗篇。》中，《VR战士5》作为一个在游戏中的街机厅里可以游玩的街机游戏被收录其中。

## 外部連結
- 北美網站
- 日本網站（大型電玩版） （页面存档备份，存于）
- 日本網站（PlayStation 3版）（页面存档备份，存于）
- VR快打5 Ultimate Showdown網站（PlayStation 4版） （页面存档备份，存于）